# 西蒙·積普

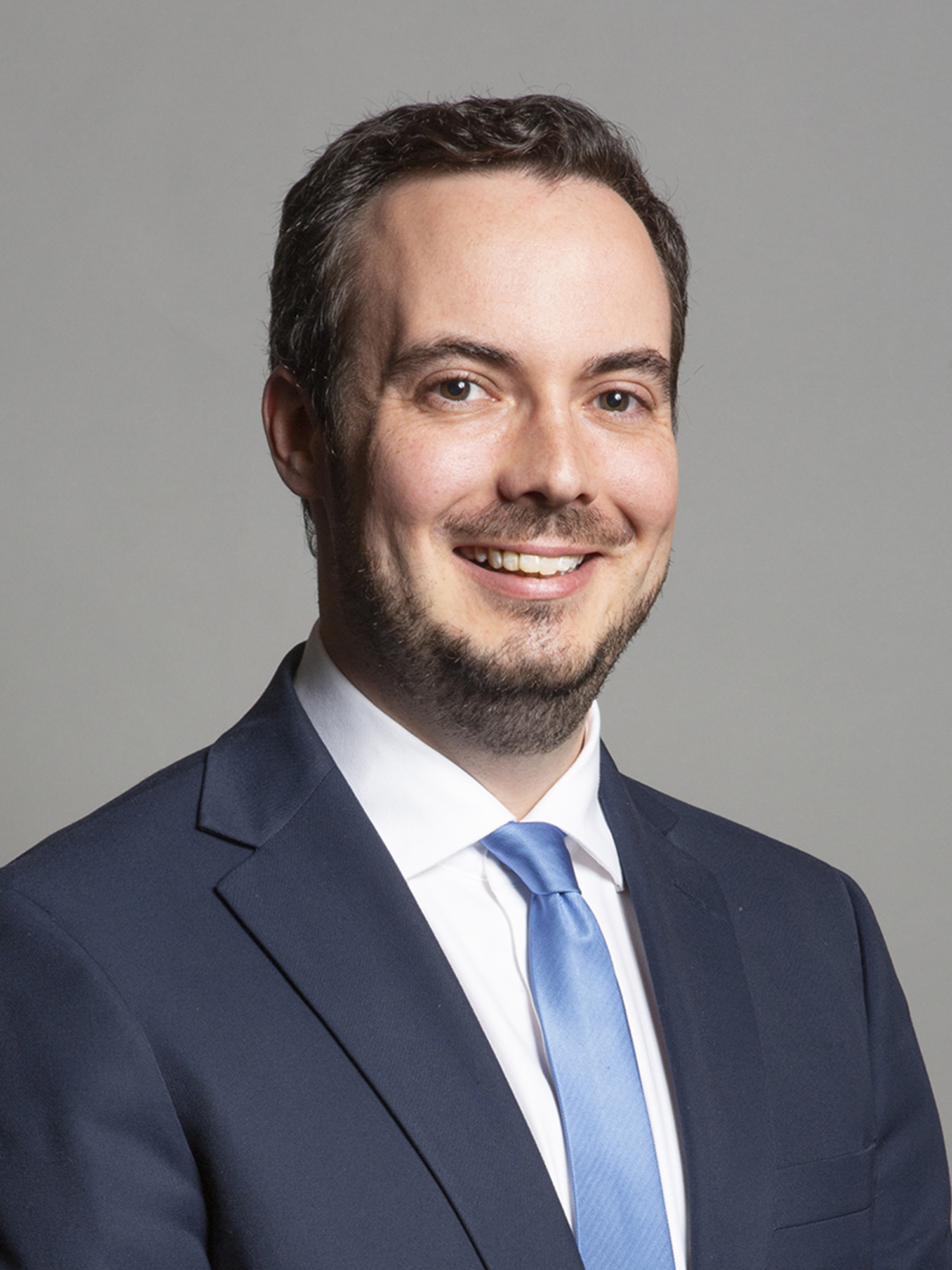

西蒙·積普（英語：Simon James Jupp，1985年9月8日—）是英國的一位政治家，所屬政黨是保守黨。他在2019年英國大選中當選東德文的議員。 